# Mazurowo
Mazurowo, 1945 bis 1954: Żydy (deutsch Sieden), ist ein zur Gemeinde Kalinowo (Kallinowen, 1938 bis 1945 Dreimühlen) zählendes Dorf im nordöstlichen Masuren in der polnischen Woiwodschaft Ermland-Masuren, Powiat Ełcki (Kreis Lyck).

## Geographische Lage
Das Dorf befindet sich sieben Kilometer Luftlinie südwestlich der Ortschaft Kalinowo und ein Kilometer nördlich von Pisanica (Pissanitzen, 1926 bis 1945 Ebenfelde) auf der weiter nach Wysokie (Wyssocken, 1938 bis 1945 Waltershöhe) führenden Landstraße. Es liegt 15 Kilometer östlich der Kreisstadt Ełk (Lyck).

## Geschichte
Das Dorf Zyden wurde durch von der ostpreußischen Ordensburg Lyck ausgehende Binnenwanderung im Jahre 1484 gegründet. Die Namensschreibweise wandelte sich über die Jahrhunderte in Schieden, Sydden, Sidden, schließlich Sieden.
Am 27. Mai 1874 entstand nach einer preußischen Gemeindegebietsreform im Regierungsbezirk Gumbinnen, Kreis Lyck, der Amtsbezirk Pissanitzen aus den Landgemeinden Czybulken, Groß Lasken, Kulissen, Loyen, Makoscheyen, Pissanitzen, Ropehlen und Sieden.
Am 1. Dezember 1910 waren in Sieden 223 Einwohner verzeichnet.
Aufgrund der Bestimmungen des Versailler Vertrags stimmte die Bevölkerung im Abstimmungsgebiet Allenstein, zu dem Sieden gehörte, am 11. Juli 1920 über die weitere staatliche Zugehörigkeit zu Ostpreußen (und damit zu Deutschland) oder den Anschluss an Polen ab. In Sieden stimmten 160 Einwohner für den Verbleib bei Ostpreußen, auf Polen entfiel keine Stimme.
1931 wurde nach der Umbenennung von Pissanitzen in Ebenfelde der nun gleichnamige Amtsbezirk Ebenfelde neugegliedert und umfasst statt der bisherigen acht Landgemeinden nun nur noch die Gemeinden Ebenfelde, Groß Lasken, Kulessen, Loyen, Makoscheyen und Sieden.
1933 waren in Sieden 240 Einwohner verzeichnet, 1939 waren es nur noch 211 Einwohner.
Nach Ende des Zweiten Weltkrieges 1945 fiel das zum Deutschen Reich, Kreis Lyck, gehörende fast vollständig zerstörte Sieden an Polen. Die ansässige deutsche Bevölkerung wurde, soweit sie nicht geflüchtet war, nach 1945 größtenteils vertrieben bzw. ausgesiedelt und neben der angestammten masurischen Minderheit durch Neubürger aus anderen Teilen Polens ersetzt.
Der Ort Sieden wurde in der polnischen Lautentsprechung des historischen Namens in „Żydy“ umbenannt. Żyd ist aber auch das polnische Wort für Jude, woraus sich immer wieder Diskussionen entfachten. Der Ortsname leitet sich mit der historischen Schreibweise Zyden ursprünglich aus der baltischen Sprache der Prussen ab und bedeutet „(Ort an der) Feuerstelle“. Polnisch zurückübersetzt wurde daraus aber mit Żydy „Juden(ort)“. Eine jüdische Ansiedlung hat es wohl selber in Sieden nie gegeben. Es setzte sich zunehmend der Name Mazurowo („masurischer Ort“) durch, allerdings tauchen beide Ortsnamen lange Zeit wechselnd auf. 
Von 1975 bis 1998 gehörte Mazurowo (Żydy) zur damaligen Woiwodschaft Suwałki, kam dann 1999 zur neu gebildeten Woiwodschaft Ermland-Masuren. Heute ist Mazurowo Sitz eines Schulzenamtes (polnisch Sołectwo) und somit eine Ortschaft im Verbund der Gmina Kalinowo.

## Religionen
Bis 1945 war Sieden in die evangelische Kirche Pissanitzen (1926 bis 1945 Ebenfelde, polnisch Pisanica) in der Kirchenprovinz Ostpreußen der Kirche der Altpreußischen Union sowie in die römisch-katholische Kirche in Prawdzisken (1934 bis 1945 Reiffenrode, polnisch Prawdziska) im Bistum Ermland eingepfarrt.
Heute gehört Mazurowo katholischerseits zur Pfarrei Pisanica im Bistum Ełk der Römisch-katholischen Kirche in Polen. Die evangelischen Einwohner halten sich zur Kirchengemeinde in der Kreisstadt Ełk (Lyck), einer Filialgemeinde der Pfarrei in Pisz (Johannisburg) in der Diözese Masuren der Evangelisch-Augsburgischen Kirche in Polen.